# 紅頭鐵莧
紅頭鐵莧（学名：Acalypha hontauyuensis）为大戟科鐵莧菜屬下的一个种。

## 扩展阅读
- 維基物種上的相關：紅頭鐵莧